# Apomecyna scalaris
Apomecyna scalaris är en skalbaggsart som beskrevs av Audinet-serville 1835. Apomecyna scalaris ingår i släktet Apomecyna och familjen långhorningar.
Artens utbredningsområde är Senegal. Inga underarter finns listade i Catalogue of Life.